# Nhạc cụ học

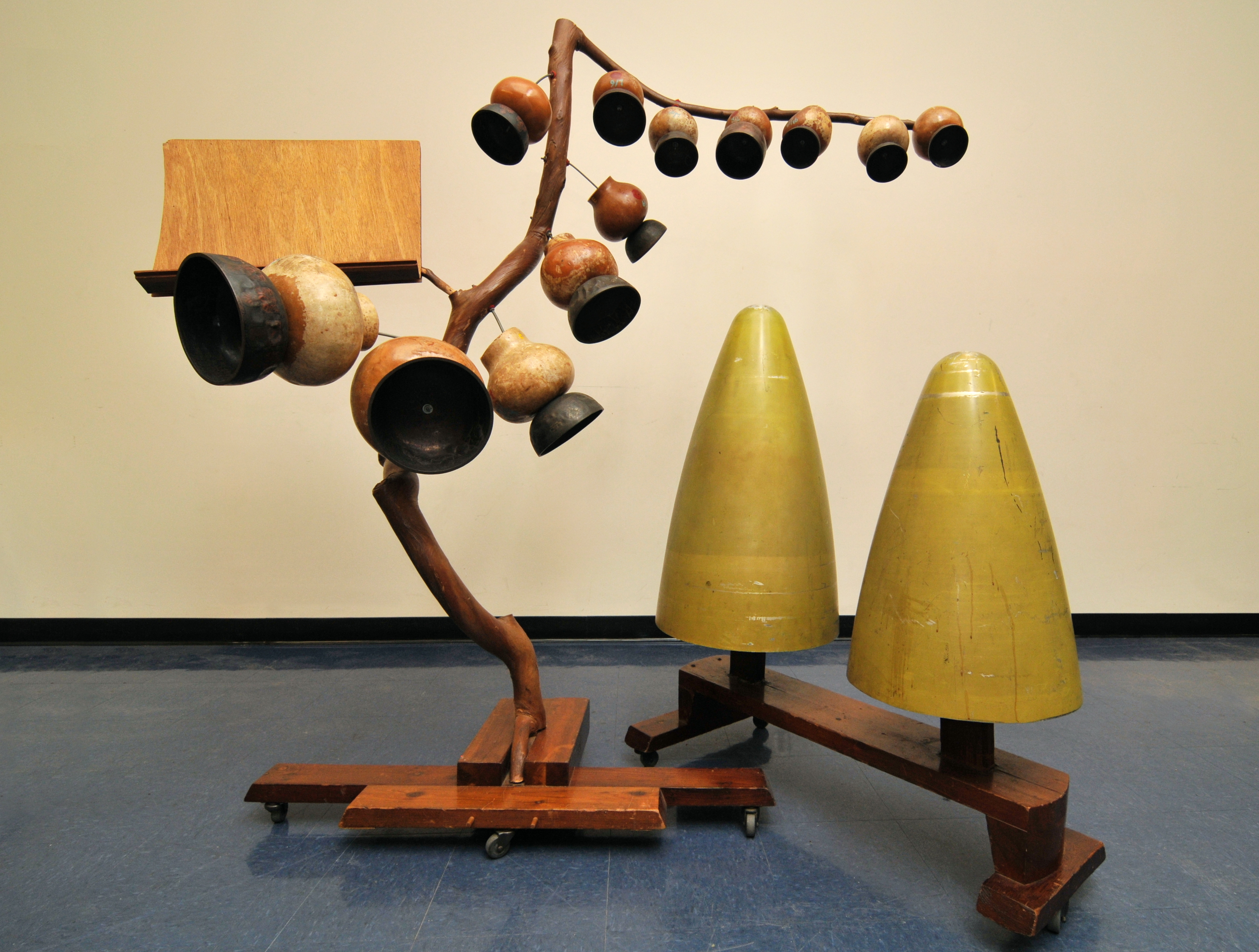
Đàn quả bầu và cồng nón do Harry Partch chế tạo, lưu giữ ở Viện Harry Partch tại Đại học Bang Montclair.

Nhạc cụ học là môn khoa học nghiên cứu về các loại nhạc cụ, bao gồm phân loại và phát triển của nhạc cụ trong lịch sử xã hội của loài người, trong mỗi nền văn hóa cũng như phương thức nhạc cụ tạo ra thanh âm.. Đây là thuật ngữ trong âm nhạc, dịch từ organology có nguồn gốc từ tiếng Hy Lạp: ὄργανον (organ) là "đàn/nhạc cụ" và λόγος (logos) là "nghiên cứu", dùng để chỉ một nhánh của âm nhạc học chuyên nghiên cứu về cấu tạo, đặc điểm, phân loại, lịch sử, v.v của các loại nhạc cụ trên Thế giới.

## Lược sử
Mặc dù có những tài liệu cổ đã mô tả về các loại nhạc cụ và vai trò của chúng trong xã hội cổ đại, nhưng các tài liệu quan trọng đầu tiên có tính chất hệ thống mới xuất hiện ở phương Tây từ thế kỷ XVI, như tác phẩm "Musica getuscht und ausgezogen" của Sebastian Virdung (năm 1511), và "Musica Instmentalis deudsch" của Martin Agricola (năm 1529).
Một trong những nhà nhạc cụ học quan trọng nhất ở thế kỷ XVII là Michael Praetorius. Tác phẩm "Syntagma musicum" (năm 1618) của ông là một trong những tác phẩm được trích dẫn nhiều nhất thời đó về chủ đề này, và là nguồn gốc của hầu hết những gì ta biết hiện nay về các nhạc cụ thời kỳ Phục hưng, thậm chí về cả các loại nhạc cụ châu Phi.

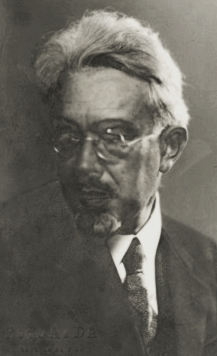
Curt Sachs (1881 - 1959)

Cuối thế kỉ XIX - đầu thế kỉ XX, hai nhà nghiên cứu là nhà âm nhạc học người Áo Erich von Hornbostel và nhà âm nhạc học người Đức Curt Sachs (tiếng Đức: /zaks/) đã có những nghiên cứu quan trọng nhất ở thế kỷ XX, qua việc xuất bản những ấn phẩm về nhiều loại nhạc cụ,  sơ đồ cấu tạo mỗi loại, cách và cách phân loại. Theo các tác giả này, mọi nhạc cụ được phân thành bốn loại gọi là idiophone (không dùng hơi), membranophone (dùng màng), chordophone (dùng dây) và aerophone (dùng hơi). Đến năm 1940, được bổ sung một loại nữa gọi là electrophone (dùng điện tử) do ứng dụng công nghệ trong nhạc cụ. Các ấn phẩm này đã tập hợp toàn diện các loại nhạc cụ từ nhiều nền văn hóa khác nhau và chức năng của chúng trong xã hội của mỗi dân tộc. Kể từ đó, kiểu phân loại này tuy được cải tiến, nhưng về cơ bản vẫn chia thành năm loại nhạc cụ, mà ta quen gọi là bộ gõ, bộ màng, bộ dây, bộ hơi và điện tử, được gọi bằng tên ghép là hệ thống phân loại Hornbostel-Sachs. Hệ thống này, như nhận định của Eliot Bates (trong một bài báo được xuất bản trên Tạp chí của Hiệp hội Dân tộc học) là "Hệ thống không nhằm phân loại tính đặc trưng của các nhạc cụ độc đáo, mà là để làm nổi bật những điểm chung của các nhạc cụ trên Thế giới".
Sau đó, nhạc cụ học phát triển mạnh hơn, nổi bật là Hiệp hội Galpin trụ sở tại Vương quốc Anh; và Hiệp hội Nhạc cụ Hoa Kỳ ở Mỹ.
Cuối thế kỉ XX, Margaret Kartomi, giáo sư khoa học kiêm chủ nhiệm Khoa Âm nhạc tại Đại học Monash ở Melbourne, đã tiếp cận chủ đề phân loại nhạc cụ vào năm 1990 với mục đích tìm hiểu cách phân loại nhạc cụ qua các nền văn hóa. Cách tiếp cận này được chứng minh bởi quan sát của bà rằng các khái niệm mà một nhà nghiên cứu bên ngoài châu Âu có thể phân loại nhạc cụ của một nền văn hóa cụ thể có thể khác với cách mà những người bản địa của nền văn hóa chọn để phân loại nhạc cụ của họ. Cuốn sách của bà nhấn mạnh sự phức tạp làm nền tảng cho quá trình phân loại nhạc cụ, vì hệ thống phân loại thường được định hình bởi "những ý tưởng hoặc quan điểm bị ảnh hưởng về mặt xã hội hoặc có cấu trúc". Kể từ đó, nhạc cụ học phát triển mạnh hơn, kết hợp với cả dân tộc học, lịch sử,... và đã xuất hiện nhiều nhà nghiên cứu cũng như chế tạo về nhạc cụ.